# Wang Jun (Politiker)
Wang Jun (chinesisch 王君; * 26. März 1952 in Datong, Provinz Shanxi) ist ein ehemaliger Politiker in der Volksrepublik China. Er war 2008 Direktor der Staatsadministration für Arbeitssicherheit und von 2008 bis 2012 Gouverneur der Provinz Shanxi.
Wang war stellvertretendes Mitglied des 16. Parteikongresses der KPCh und Vollmitglied des 17. Zentralkomitees. Er ist auch ordentliches Mitglied des 18. Zentralkomitees und trägt den Titel Oberingenieur auf Professorenebene.

## Biographie
Im Alter von 19 Jahren begann Wang in der Kohlemine Qingciyao in Shanxi zu arbeiten. 1974 wurde ihm empfohlen, Kohlebergbau am Shanxi Institute of Mining zu studieren, wo er 1977 in die KPCh eintrat. Nach dem Abschluss 1977 wurde ihm eine Arbeit im Datong Mining Bureau zugeteilt. Er begann als normaler Techniker, danach arbeitete er als Techniker in der Belüftungszone der Mine Jinhuagong, wurde Hilfsingenieur, stellvertretender Leiter und später Leiter der Belüftungszone, stellvertretender Manager bis hin zum Direktor der Mine Jinhuagong befördert, wo er auch stellvertretender Sekretär des KPCh-Komitees des Datong Bergbaubüros war.
Von 1985 bis 1991 studierte Wang Philosophie an der Zentralen Parteischule der KPCh und arbeitete danach erneut als Bergbaudirektor, diesmal für die gesamte Provinz Shanxi. 1993 wurde er der erste stellvertretende Direktor des Bergbauamtes und zwei Jahre später zum Direktor befördert.
Nach einer 20-jährigen Amtszeit im „Datong Mining Bureau“ wurde Wang im Oktober 1997 in die Zentralregierung befördert und wurde Vizeminister für Kohleindustrie. Während einer Reform der Zentralverwaltung ein halbes Jahr später wurde das Ministerium für Kohleindustrie abgeschafft und Wang wurde Vizedirektor des neu gegründeten Nationalen Büros für Kohleindustrie, blieb aber im Rang eines Vizeministers. Ab 1999 bekleidete er mehrere Ämter in der Provinz Jiangxi, darunter Vizegouverneur, Vizesekretär des Provinzkomitees der KPCh und Präsident der Parteischule der Provinz Jiangxi. 2006 wurde er zum Vizeparteichef und Vizepräsidenten der Gesamtchinesischen Föderation der Versorgungs- und Marketinggenossenschaften ernannt und ein Jahr später zum Parteichef der Föderation.
Am 20. März 2008, drei Tage nach Abschluss der 1. Sitzung des 11. Nationalen Volkskongresses, ernannte ihn der Staatsrat der Volksrepublik China zum Präsidenten der Staatlichen Verwaltung für Arbeitssicherheit.
Wang Jun wurde am 14. September 2008 nach der Schlammlawine in Xiangfen zum amtierenden Gouverneur von Shanxi ernannt. Am 15. Januar 2009 wurde er offiziell als Gouverneur von der gesetzgebenden Körperschaft der Provinz bestätigt und behielt das Amt bis 2012. Wangs Amtszeit als Gouverneur von Shanxi brachte ihm die Auszeichnung ein, einer der wenigen Regierungschefs seiner Generation zu sein, die tatsächlich in seiner Heimatprovinz arbeiteten. Die zentralen Behörden der Kommunistischen Partei vermieden im Allgemeinen die Praxis, Personen zu ernennen, die ihre Heimatprovinzen leiten, um Korruption und die Bildung regionaler Machtzentren zu verhindern.
Im Dezember 2012 wurde Wang Jun in einer regionalen Führungsumbildung zum Parteisekretär für die Innere Mongolei ernannt und ersetzte Hu Chunhua. Das Gouverneursamt wurde an GLi Xiaopeng übergeben. Am 29. August 2016 wurde bekannt gegeben, dass Li Jiheng Wang als Parteichef der Inneren Mongolei ersetzen wird. Dies bedeutete effektiv, dass Wang sich aus der aktiven Politik zurückgezogen hatte; im September 2016 wurde er zum stellvertretenden Vorsitzenden des Ausschusses für ethnische Angelegenheiten des Nationalen Volkskongresses ernannt.